# January Jones

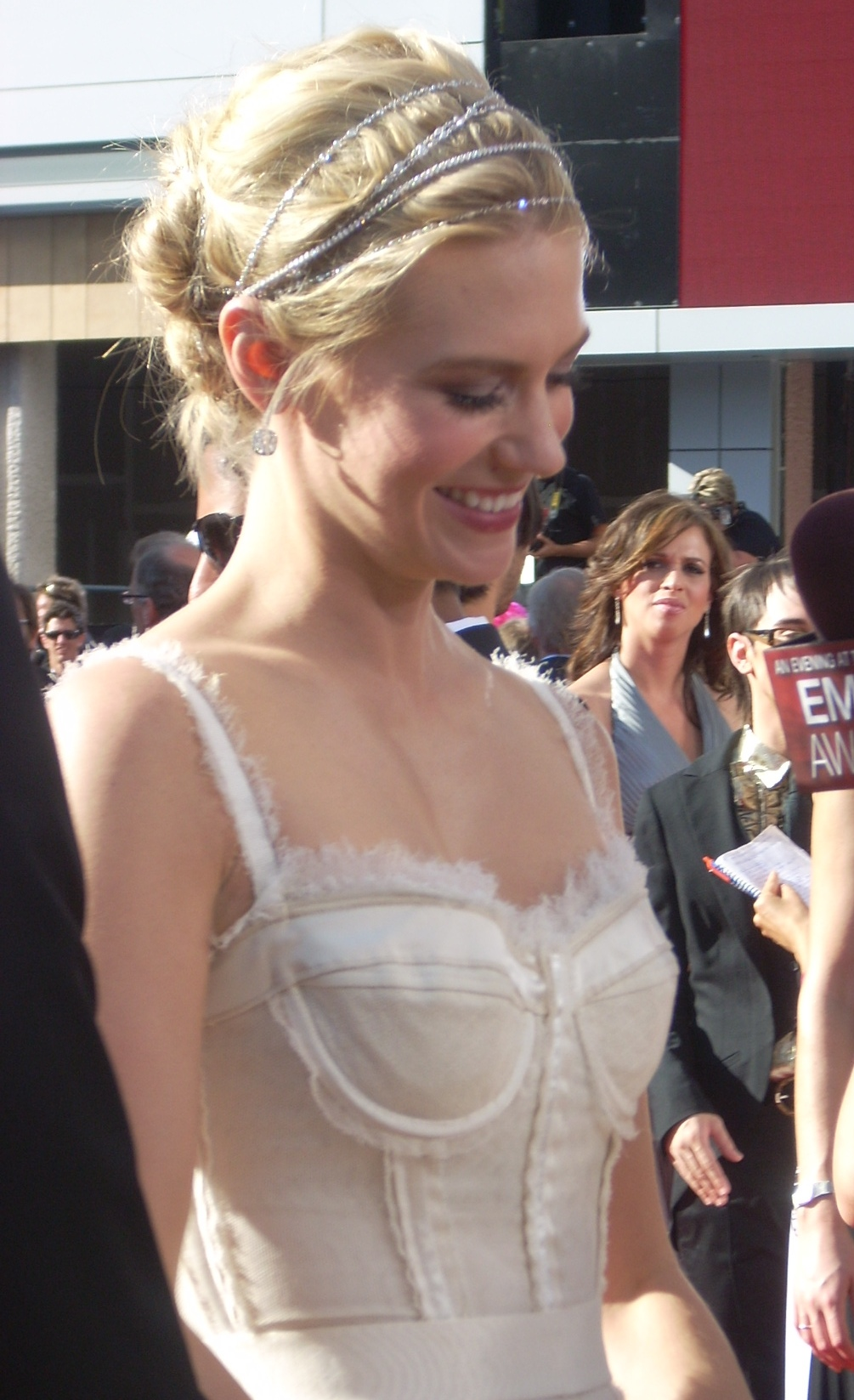
January Jones w 2008

January Jones (ur. 5 stycznia 1978 w Sioux Falls, Dakota Południowa, USA) – amerykańska aktorka, która grała m.in. w filmach: Trzy pogrzeby Melquiadesa Estrady, X-Men: Pierwsza klasa i serialu Mad Men.

## Filmografia
- 1999: Wściekłość (All the Rage) jako Janice Taylor
- 1999: Sorority jako Numer 1
- 1999: Luzik Guzik (Get Real) jako Jane Cohen
- 2001: Dom Glassów (The Glass House) jako dziewczyna
- 2001: Włamanie na śniadanie (Bandits) jako Claire
- 2002: Tabu (Taboo) jako Elizabeth
- 2002: Full Frontal. Wszystko na wierzchu (Full Frontal) jako Tracy
- 2002: In My Life jako Diane St. Croix
- 2003: American Pie: Wesele (American Wedding) jako Cadence Flaherty
- 2003: Dwóch gniewnych ludzi (Anger Management) jako Gina
- 2003: To właśnie miłość (Love Actually) jako Jeannie
- 2004: Dirty Dancing 2 (Dirty Dancing: Havana Nights) jako Eve
- 2004: Obietnica miłości (Love's Enduring Promise) jako Missie Davis
- 2005: Trzy pogrzeby Melquiadesa Estrady (The Three Burials of Melquiades Estrada) jako Lou Ann Norton
- 2005: Huff jako Marisa Wells
- 2006: Swedish Auto jako Darla
- 2006: Męski sport (We Are Marshall) jako Carole Dawson
- 2007–2015: Mad Men jako Betty Francis / Betty Draper
- 2008: Prawo i porządek (Law & Order) jako Kim Brody
- 2009: Radio na fali (The Boat That Rocked) jako Elenore
- 2011: Tożsamość (Unknown) jako Elizabeth Harris
- 2011: X-Men: Pierwsza klasa (X-Men: First Class) jako Emma Frost
- 2011: Bóg zemsty (Seeking Justice) jako Laura Gerard
- 2013: Sweetwater jako Sarah Ramírez
- 2014: Dobre zabijanie (Good Kill) jako Molly Egan
- 2015–2018: The Last Man on Earth jako Melissa Chartres
- 2020: Spinning Out jako Carol Baker